# Confiança Imortais
Confiança Imortais é um time brasileiro de futebol americano criado em 2012 e sediado em Aracaju, Sergipe. Em 2012, a Associação Desportiva Confiança firmou uma parceria com a equipe que anteriormente chamava-se Aracaju Imortais. A partir desta aliança o time passou a ser chamado pelo nome atual.
Além da equipe masculina, possui uma formação na categoria feminina chamada Confiança Alfa. Conta com aproximadamente 41 atletas e mais de 20 associadas na categoria feminina. Assim como algumas outras equipes do Nordeste, o Confiança Imortais dispõe dos equipamentos necessários para a prática do esporte na catogia full pad.

## Temporada 2013
Com intuito de se preparar para a conferência da Liga Nordeste que foi realizada a partir do mês de Julho, os Imortais realizaram treinos e seletivas com a finalidade de buscar novos talentos na modalidade dispostos a se desenvolver e defender a equipe sergipana na temporada 2013.
Jogos:
 Confiança Imortais 2x12   Salvador Kings - Estádio Adolfo Rolemberg (Aracaju)
 Sergipe Bravos 22x0  Confiança Imortais - Campo da Atalaia Nova (Barra dos Coqueiros)
 Maceió Marechais 37x0  Confiança Imortais - Parque da Pecuária (Maceió)
 Confiança Imortais 0x30  Recife Pirates - Estádio Adolfo Rolemberg (Aracaju)
 Recife Mariners 31x0  Confiança Imortais - Estádio dos Aflitos (Recife)
 Confiança Imortais 0xWO  América Bulls

## Treinos
A equipe do Imortais treinava todos os domingos no Estádio Sabino Ribeiro às 14:30h. No entanto, devido ao uso do Sabino Ribeiro para o Campeonato Sergipano de Futebol de 2014, por conta de reformas no principal estádio de Aracaju, Estádio Lourival Baptista, o Confiança Imortais treina no Parque da Sementeira, próximo ao Shopping Jardins.